# Drowned World/Substitute for Love
„Drowned World/Substitute for Love” este un cântec pop al cântăreței Madonna, extras ca al treilea disc single de pe albumul acesteia, Ray of Light. Cântecul a fost scris ca o referire la perioada din viața artistei în care-și pusese cariera în fața relațiilor cu oamenii.